# Il furfante
Il furfante (The Blackguard nel Regno Unito, Die Prinzessin und der Geiger in Germania) è un film del 1925 diretto da Graham Cutts.

## Trama
Sullo sfondo della rivoluzione russa, un violinista salva una giovane aristocratica dalla morte.

## Produzione
Il film - che venne girato negli studi berlinesi di Babelsberg, a Potsdam - fu una co-produzione anglo-tedesca tra la Gainsborough Pictures di Michael Balcon e l'UFA, la prima di una serie di produzioni che termineranno solo negli anni trenta, all'avvento del nazismo.
Fu la prima volta che un film della Gainsborough venne girato all'estero.

## Distribuzione
Distribuito dalla Wardour Films, uscì nelle sale cinematografiche britanniche il 26 ottobre dopo essere stato presentato in prima a Berlino il 4 settembre 1925.